# Liste von Sakralbauten in Wassenberg

Wassenberg im Kreis Heinsberg

Die Liste von Sakralbauten in Wassenberg nennt Kirchen, Kapellen und sonstige Sakralbauten in Wassenberg, Kreis Heinsberg.

## Liste

### Christentum
| Bezeichnung                          | Ortsteil     | Glaubensgemeinschaft                                 | Bauzeit   | Anmerkungen                                                              | Bild | Geokoordinaten             |
| ------------------------------------ | ------------ | ---------------------------------------------------- | --------- | ------------------------------------------------------------------------ | ---- | -------------------------- |
| St. Lambertus                        | Birgelen     | rk.                                                  | 1825      | Denkmal Nr. 26 Stadt Wassenberg                                          |      | 51° 6′ 48″ N, 6° 9′ 7″ O   |
| Wallfahrtskapelle Birgelner Pützchen | Birgelen     | rk.                                                  | 1860      |                                                                          |      | 51° 6′ 40″ N, 6° 9′ 59″ O  |
| Schlosskapelle Elsum                 | Birgelen     | rk. (Pfarrgemeinde St. Lambertus Birgelen)           | 1876      | Denkmal Nr. 31 Stadt Wassenberg                                          |      | 51° 6′ 54″ N, 6° 8′ 2″ O   |
| Friedhofskapelle Birgelen            | Birgelen     | rk. (Pfarrgemeinde St. Lambertus Birgelen)           | 1870      | Denkmal Nr. 28 Stadt Wassenberg                                          |      | 51° 6′ 44″ N, 6° 9′ 38″ O  |
| Hl. Herz Jesu                        | Effeld       | rk.                                                  | 1909      | Denkmal Nr. 37 Stadt Wassenberg                                          |      | 51° 7′ 30″ N, 6° 6′ 2″ O   |
| Andachtskapelle                      | Effeld       | rk. (Pfarrgemeinde St. Martin Steinkirchen-Effeld)   | 1750      |                                                                          |      | 51° 7′ 27″ N, 6° 6′ 16″ O  |
| Betkapelle                           | Forst        | rk. (Pfarrgemeinde St. Georg Wassenberg)             | 1883      | Denkmal Nr. 68 Stadt Wassenberg                                          |      | 51° 5′ 56″ N, 6° 7′ 51″ O  |
| St. Johann Baptist                   | Myhl         | rk.                                                  | 1877      | Denkmal Nr. 35 Stadt Wassenberg                                          |      | 51° 5′ 45″ N, 6° 11′ 16″ O |
| Andachtskapelle                      | Myhl         | rk. (Pfarrgemeinde St. Johannes Baptist Myhl)        | 1902      |                                                                          |      | 51° 6′ 10″ N, 6° 12′ 14″ O |
| Wegekapelle                          | Myhl         | rk. (Pfarrgemeinde St. Johannes der Täufer Ratheim)  | 1965      |                                                                          |      | 51° 5′ 21″ N, 6° 11′ 16″ O |
| Wegekapelle                          | Ohe          | rk. (Pfarrgemeinde St. Georg Wassenberg)             | 1875      |                                                                          |      | 51° 5′ 41″ N, 6° 8′ 1″ O   |
| St. Mariä Himmelfahrt                | Ophoven      | rk.                                                  | 12. Jh.   | Denkmal Nr. 42 Stadt Wassenberg                                          |      | 51° 6′ 29″ N, 6° 6′ 6″ O   |
| Betkapelle                           | Ophoven      | rk.                                                  | um 1900   |                                                                          |      | 51° 6′ 36″ N, 6° 6′ 6″ O   |
| Wegekapelle                          | Ophoven      | rk.                                                  | um 1900   |                                                                          |      | 51° 6′ 38″ N, 6° 6′ 6″ O   |
| Heilig-Geist-Kapelle                 | Orsbeck      | rk. (Pfarrgemeinde St. Martin Orsbeck)               | 2004      |                                                                          |      | 51° 5′ 4″ N, 6° 9′ 7″ O    |
| St. Martin                           | Orsbeck      | rk.                                                  | 10. Jh.   |                                                                          |      | 51° 5′ 11″ N, 6° 8′ 56″ O  |
| St. Martinus                         | Steinkirchen | rk.                                                  | 1913      | Denkmal Nr. 38 Stadt Wassenberg.                                         |      | 51° 6′ 49″ N, 6° 5′ 48″ O  |
| St. Mariä Himmelfahrt                | Wassenberg   | rk.                                                  | 1954/1956 |                                                                          |      | 51° 6′ 24″ N, 6° 10′ 45″ O |
| St. Georg                            | Wassenberg   | rk.                                                  | 1420 1954 | Denkmal Nr. 4 Stadt Wassenberg                                           |      | 51° 5′ 58″ N, 6° 9′ 28″ O  |
| Marienkapelle                        | Wassenberg   | rk. (Pfarrgemeinde St. Mariä Himmelfahrt Wassenberg) | 1989      | Die Kapelle befindet sich als Anbau an der Kirche St. Mariä Himmelfahrt. |      | 51° 6′ 24″ N, 6° 10′ 45″ O |
| Neuapostolische Kirche               | Wassenberg   | Neuapostolische Kirche                               | 1986      |                                                                          |      | 51° 6′ 21″ N, 6° 10′ 20″ O |
| Kreuzkirche                          | Wassenberg   | ev.                                                  | 1963/64   |                                                                          |      | 51° 5′ 58″ N, 6° 9′ 28″ O  |
| Hofkirche                            | Wassenberg   | ev. (Evangelische Kirchengemeinde Wassenberg)        | 1652      | Denkmal Nr. 3 Stadt Wassenberg.                                          |      | 51° 6′ 1″ N, 6° 9′ 22″ O   |

### Judentum
Die Synagoge in Wassenberg am Burgberg besteht nicht mehr. Es gibt eine Gedenkstelle.

### Islam
| Bezeichnung | Ortsteil   | Kirche / Kapelle                     | Bauzeit   | Anmerkungen                                                                                                   | Bild | Geokoordinaten             |
| ----------- | ---------- | ------------------------------------ | --------- | --- | ---- | -------------------------- |
| Moschee     | Wassenberg | Türkisch-Islamische Gemeinde (DITIB) | 1980/1995 | Das seit 1980 bestehende Gebäude wurde 1995 eine Moschee und bis 2005 in seiner jetzigen Form fertiggestellt. |      | 51° 6′ 35″ N, 6° 10′ 28″ O |